# Bingen (Washington)
Bingen (kiejtése: bɪndʒən) az Amerikai Egyesült Államok északnyugati részén, Washington állam Klickitat megyéjében elhelyezkedő város. A 2010. évi népszámlálási adatok alapján 712 lakosa van.
Az 1892-ben P. J. Suksdorf által alapított település névadója Bingen am Rhein. Bingen 1924. április 18-án kapott városi rangot.
A Bingen–White Salmon megállóhely az Empire Builder vasúti járat egyik megállója.

## Éghajlat
| Hónap                         | Jan.  | Feb.  | Már.  | Ápr. | Máj. | Jún. | Júl. | Aug. | Szep. | Okt. | Nov.  | Dec.  | Év    |
| ----------------------------- | ----- | ----- | ----- | ---- | ---- | ---- | ---- | ---- | ----- | ---- | ----- | ----- | ----- |
| Rekord max. hőmérséklet (°C)  | 18,3  | 20,6  | 27,2  | 32,8 | 38,9 | 40,6 | 41,7 | 41,7 | 37,8  | 35,6 | 22,8  | 20,0  | 41,7  |
| Átlagos max. hőmérséklet (°C) | 5,6   | 8,3   | 12,8  | 16,1 | 20,6 | 23,3 | 27,8 | 27,8 | 24,4  | 17,8 | 10,0  | 4,4   | 16,6  |
| Átlagos min. hőmérséklet (°C) | −0,6  | −0,6  | 1,7   | 3,9  | 7,2  | 10,6 | 12,8 | 12,2 | 7,8   | 3,3  | 1,1   | −1,1  | 4,9   |
| Rekord min. hőmérséklet (°C)  | −28,9 | −29,4 | −12,8 | −5,6 | −3,3 | −2,8 | 2,2  | −1,7 | −18,9 | −9,4 | −20,6 | −32,8 | −32,8 |
| Átl. csapadékmennyiség (mm)   | 135   | 103   | 76    | 45   | 33   | 22   | 7    | 8    | 23    | 58   | 137   | 150   | 797   |
| Forrás: The Weather Channel   |       |       |       |      |      |      |      |      |       |      |       |       |       |

## Népesség
A 2010-es népszámláláskor a városnak 712 lakója, 286 háztartása és 161 családja volt. A népsűrűség 442,2 fő/km2. A lakóegységek száma 313, sűrűségük 194,4 db/km2. A lakosok 72,2%-a fehér, 0,3%-a afroamerikai, 1,3%-a indián, 0,3%-a ázsiai, 0,1%-a a Csendes-óceáni szigetekről származik, 19%-a egyéb, 6,9%-a pedig kettő vagy több etnikumú. A spanyol vagy latino származásúak aránya 26,1% (   )
A háztartások 35,3%-ában élt 18 évnél fiatalabb. 37,1% házas, 11,5% egyedülálló nő, 7,7% egyedülálló férfi, 43,7% pedig nem család. 34,3% egyedül élt; 5,9%-uk 65 éves vagy idősebb. Egy háztartásban átlagosan 2,46 személy élt; a családok átlagmérete 3,15 fő.
A medián életkor 35,2 év volt. A város lakóinak 26,3%-a 18 évesnél fiatalabb, 8% 18 és 24 év közötti, 31,9%-uk 25 és 44 év közötti, 24,8%-uk 45 és 64 év közötti, 9%-uk pedig 65 éves vagy idősebb. A lakosok 53,8%-a férfi, 46,2%-a pedig nő.

## Fordítás
- Ez a szócikk részben vagy egészben  a   Bingen, Washington című angol Wikipédia-szócikk ezen változatának fordításán alapul.  Az eredeti cikk szerkesztőit annak laptörténete sorolja fel. Ez a jelzés csupán a megfogalmazás eredetét és a szerzői jogokat jelzi, nem szolgál a cikkben szereplő információk forrásmegjelöléseként.